# Porotrichum crassipes
Porotrichum crassipes är en bladmossart som beskrevs av Ferdinand François Gabriel Renauld och Jules Cardot 1894. Porotrichum crassipes ingår i släktet Porotrichum och familjen Neckeraceae. Inga underarter finns listade i Catalogue of Life.